# 安全保障の法的基盤の再構築に関する懇談会
安全保障の法的基盤の再構築に関する懇談会（あんぜんほしょうのほうてききばんのさいこうちくにかんするこんだんかい）は、第1次安倍内閣で設置された日本の集団的自衛権の問題と日本国憲法の関係整理および研究を行うための内閣総理大臣の私的諮問機関。2007年5月に初の会議が開催された。安全保障有識者懇談会、安保法制懇とも。

## 概要
2007年第1次安倍内閣は、日本の安全保障環境が変化していると捉え、時代に適した実効性のある安全保障法的基盤を再構築する必要があるとの認識から、4月に首相決裁で「安全保障の法的基盤の再構築に関する懇談会」の設置を決定した。翌5月18日に第1回会議が開催された。懇談会では有識者メンバーの中から首相が外務省条約局長や外務事務次官を歴任した柳井俊二元駐米大使を座長に指名。事務は内閣官房長官が掌理し、内閣官房において処理するとしている。
懇談会は2007年8月30日の第5回会議まで開催されたのち、続く福田康夫内閣から2012年の野田佳彦内閣まで開催されず、報告書は棚上げされていたが、2012年に第2次安倍内閣が発足し、再開された。また、2007年に第1次安倍内閣で外務省国際法局長として懇談会の立案実務に携わっていた小松一郎駐仏大使が、2013年8月、内閣法制局長官に就任した。

## 構成員
- 岩間陽子（政策研究大学院大学教授、国際安全保障学会理事　国際政治学者）
- 岡崎久彦（軍事評論家・政治評論家　NPO「岡崎研究所」代表　元大使）
- 葛西敬之（東海旅客鉄道会長）
- 北岡伸一（座長代理　東京大学名誉教授　政治学者）
- 坂元一哉（大阪大学教授、日本国際政治学会評議員　国際政治学者）
- 佐瀬昌盛（防衛大学校名誉教授　国際政治学者）
- 佐藤謙（世界平和研究所副代表　元財務官僚）
- 田中明彦（東京大学東洋文化研究所委嘱教授、国際協力機構理事長　国際政治学者）
- 中西寛（京都大学教授、日本国際政治学会理事　国際政治学者）
- 西修（国家基本問題研究所理事　駒澤大学名誉教授　憲法学者）
- 西元徹也（軍事評論家　元幹部自衛官・元統合幕僚会議議長）
- 村瀬信也（上智大学教授、ハーグ国際法アカデミー理事　国際法学者）
- 柳井俊二（座長　国際海洋法裁判所所長　元大使）
- 細谷雄一（慶應義塾大学教授）

## 報告書
2008年6月に座長柳井俊二の名で報告書がまとめられた。
集団的自衛権に関する概要は次のとおり。
報告書では「国家存立の基礎は、安全の確保である」と結ぶ他、外国との関係、弾道ミサイル迎撃、国際的平和活動、国会承認、具体的活動についての懇談会の提言などにも言及している。
しかし2013年7月、第2次安倍内閣の下、懇談会は一転して容認方向に傾いた。柳井は「今までの政府見解は狭すぎて、憲法が禁止していないことまで自制している」「集団的自衛権の行使は憲法上許されている。国連の集団安全保障への参加は日本の責務だ」と述べた。
2014年5月15日、内閣に対して“集団的自衛権の行使は認められるべきだ”とする報告書を提出。時事通信は、有識者の一人が前年夏の段階で報告書について「やれと言われたら一週間でまとめられる」と述べたとして、「結論ありき」だったと報じている。